# 90 mm/50 Model 1926
90 mm/50 Model 1926 e корабно зенитно оръдие с калибър 90 mm разработено и произвеждано във Франция от фирмата „Шнайдер“. Състои на въоръжение във ВМС на Франция. Предназначено е за въоръжение на крайцерите във френския флот. Създадено е за да замени 75 mm оръдия 75 mm/50 Model 1922/1924/1927 и се основава на неговата конструкция. Използва се в единични и сдвоени установки на тежките крайцери от типа „Сюфрен“, леките крайцери тип „Ла Галисионер“, лекия крайцер „Емил Бертин“. Също е предназначено да бъде и тежко зенитно въоръжение за перспективните леки крайцери от типа „Де Грас“. Оръдието в началото на 1930-те години се счита вече за недостатъчно мощно, за това и за замяната му е разработено 100-милиметровото оръдие 100 mm/45 Model 1930. Предполага се поставянето на даденото оръдие на експерименталния френски свръхтежък танк FCM F1, обаче поради нахлуването на Нацистска Германия във Франция през 1940 г. разработването на танка е прекратено.